# Zoppè di Cadore
Zoppè di Cadore là một đô thị ở tỉnh Belluno trong vùng Veneto, có vị trí cách khoảng 110 km về phía bắc của Venice và khoảng 30 km về phía bắc của Belluno. Tại thời điểm ngày 31 tháng 12 năm 2004, đô thị này có dân số 292 và diện tích 4,4 km².
Đô thị Zoppè di Cadore có các frazioni (các đơn vị trực thuộc, chủ yếu là thôn làng) Villa, Bortolot, and Sagui.
Zoppè di Cadore giáp các đô thị: Forno di Zoldo, Vodo di Cadore, Zoldo Alto.